# Старая ратуша (Целле)
Старая ратуша в Целле (нем. Altes Rathaus Celle) — административное здание, расположенное в центре нижнесаксонского города Целле; до 1999 года здание — северная часть которого датируется временем основания города, 1292 годом — являлось основной резиденцией городской администрации. Является памятником архитектуры.

## История и описание
Северная часть здания Старой ратуши в Целле датируется 1292 годом — то есть временем основания самого города; готические своды и устройство подвала подтверждали данную датировку. Северный портал, над которым находятся гербы герцога Вильгельма Младшего и его жены Доротеи, был создан в 1579 году в стиле Везерский ренессанс. Две фигуры на двухъярусном эркере, вероятно, также изображали герцога и его жену. Небольшой портрет архитектора (мастера-строителя) здания Якоба Рисса и сегодня можно увидеть на левой колонне при входе. Около 1580 года ратуша была расширена за счёт сноса трех обычных городских домов: первоначально расширение здания было фахверковым. В данный период среди местного населения за зданием закрепилось название «Hochzeitshaus» («свадебный дом»).

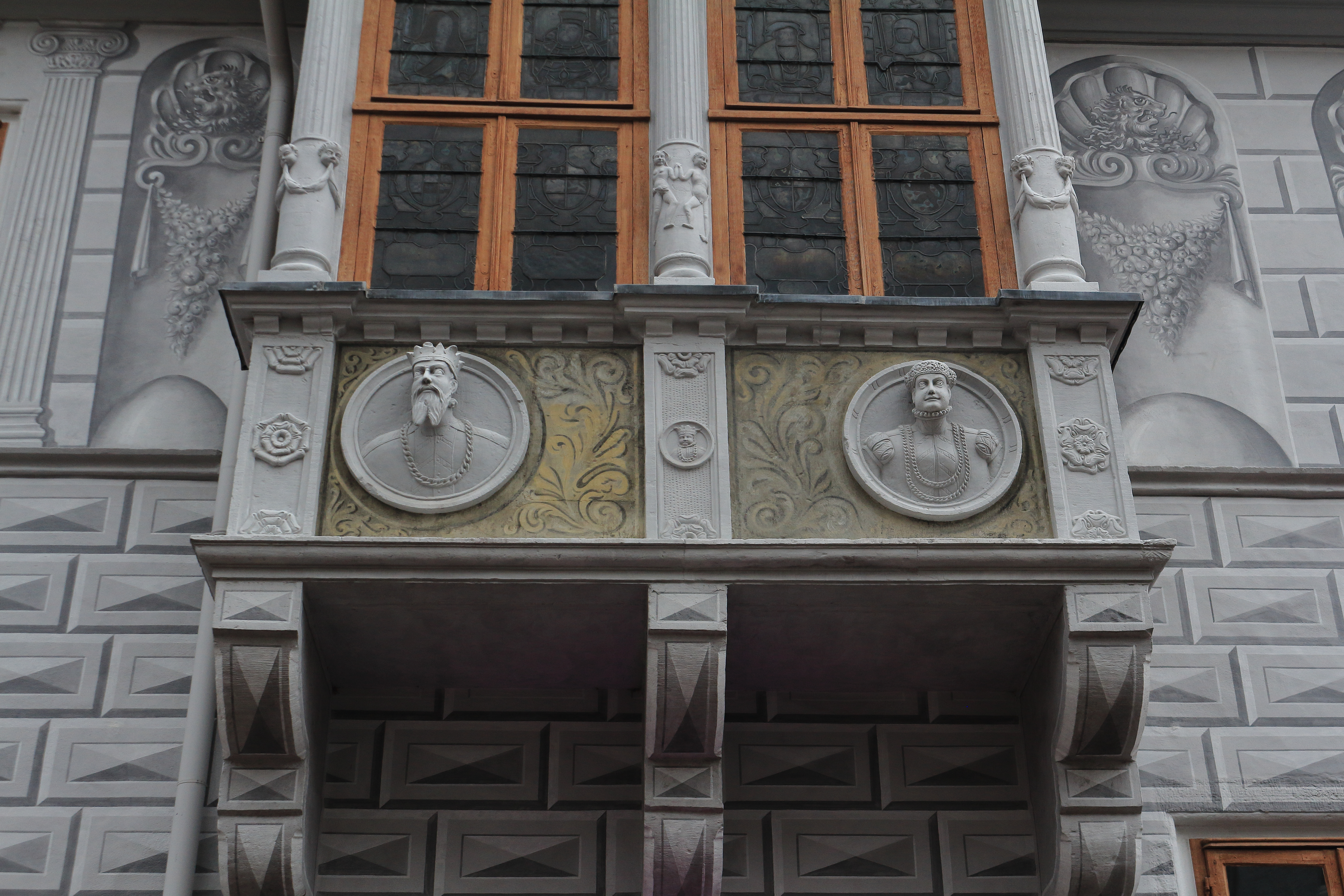
Скульптурные изображения на эркере

Во время реставрационных работ 1985 года было обнаружено сразу тринадцать слоёв штукатурки разного цвета, последовательно наносившихся на здания за века его существования. Исследователи признали «выдающимся» (уникальным для Нижней Саксонии) слой с живописью, созданный в XVII веке: он был восстановлен в северной части. После серьезного повреждения в 2002 году фасад ратуши был отремонтирован и отреставрирован в 2006—2009 годах; стоимостью восстановления составила 1,98 миллиона евро. Аренда залов здания для торжественных мероприятий закончилась в 1858 году: помещения были преобразованы в рабочие и офисные. Зал на первом этаже служил винным магазином и рестораном, а с 1921 года — использовался как помещение для городской казны. В XX веке художники Вернер Хантельманн и Георг Хертинг переработали интерьер ратуши: она была отремонтирована в 1938—1940 годах, приобретя свой современный облик.
В 1999 году в городе была построена Новая ратуша, куда перебрались муниципальные служащие. После «переработки» помещений в здании расположился центр туристической информации, администрация театра и Нижнесаксонская академия гомеопатии. Помещения вновь стали доступны для проведения приёмов и свадеб. Герцогский стандарт длины (локоть), располагавшийся на входном портале со стороны рынка, был украден в 1855 году: копия появилась на здании в 1931 году.